# 斯米连
斯米连（發音：[smî̞ʎan]）是克罗地亚利卡西部山区的一个村落，位于戈斯皮奇西北方向6公里处、A1高速公路西北方向15公里处，2011年人口数量418人。斯米连是科学家、发明家尼古拉·特斯拉的出生地。